# Radosław Biliński
Radosław Biliński (ur. 27 września 1972 w Mieszkowicach) – polski piłkarz występujący na pozycji pomocnika.

## Kariera
Jest wychowankiem klubu Mieszko Mieszkowice. Od sezonu 1991/1992 zawodnik Pogoni Szczecin. Następne dwa sezony spędził w Błękitnych Stargard, by wiosną 1994 roku powrócić do Szczecina. W latach 1994–2001 bronił barw Amiki Wronki, a od sezonu 2002/2003 ponownie w Pogoni, w której grał do końca sezonu 2003/2004.
Karierę piłkarską kontynuował we Włoszech, gdzie występował w drużynach z niższych lig regionalnych – US Tortoli Calcio 1953, US Castelsardo i ASD Selargius Calcio.
Od sezonu 2007/2008 ponownie piłkarz Pogoni Szczecin, występującej w rozgrywkach IV ligi.
W Ekstraklasie zagrał 189 meczów i zdobył 10 bramek.